# Menhir de Cruester
Le menhir de Cruester, connu également sous le nom de Stane o'Cruester, est un mégalithe situé dans l'archipel des Shetland, en Écosse.

## Situation
La pierre, isolée, se situe dans le nord-ouest de l'île de Bressay, à environ 3 km au nord-est de Lerwick ; elle se dresse dans la lande entre les routes Gunnista Road et Heogan Road.

## Description
Il s'agit d'un menhir composé de grès et datant de l'Âge du bronze mesurant 2,80 m de hauteur pour une largeur de 1,30 m et une épaisseur de 20 cm ; au pied du menhir se trouvent plusieurs petites pierres dont la plus grosse mesure 50 cm de haut pour 90 cm de long et 40 cm de large.